# Représentation du monde
Pour les articles homonymes, voir Représentation.
 (novembre 2020).
La représentation du monde désigne l'image que les hommes  se font du monde.

## Concept
La notion de représentation du monde se fonde sur l'idée qu'il existe une séparation radicale entre d'une part la conscience, agent immatériel indépendant, et d'autre part le monde, c'est-à-dire tout le reste, d'autant plus indépendant de la conscience qu'il est plus éloigné de l'individu. La représentation du monde regroupe tous les discours qui organisent la perception de l'environnement.
Le concept de représentation du monde s'opposait, à l'origine, à celui de philosophie, pour désigner les systèmes conceptuels qui permettent à une personne de penser son environnement sans les interrogations sur le savoir qui constituent, selon Aristote, la philosophie. Cette opposition, particulièrement explicite dans la philosophie allemande, a permis un usage polémique de l'expression, disqualifiant comme simple représentation du monde (Vorstellung, Weltanschauung), et non philosophie (Philosopĥie) les théories adverses.

## Représentation du monde cosmique

### Représentations successives du monde cosmique dans l'Histoire
La représentation du monde découle en partie de l'explication que donne la cosmologie de la structure de l'univers. Celle-ci a beaucoup changé au cours de l'Histoire :

#### Représentation antique et médiévale
Chez les Grecs, la représentation du monde consistait en un univers centré autour de la Terre (géocentrisme), dont ont découlé des conceptions anciennes de cosmologie religieuse au Moyen Âge.

#### Héliocentrisme
La représentation apparue à partir du XVIe siècle avec Copernic, confirmée par Galilée puis Newton consistait en un univers centré autour du Soleil (héliocentrisme) ; dans cette représentation, l'univers se réduit peu ou prou au système solaire, dans lequel la Terre est l'une des planètes qui gravitent autour du soleil ; l'acceptation sociale de cette représentation a nécessité plusieurs siècles ; en France, Voltaire (dans deux de ses ouvrages) et l'encyclopédiste d'Alembert (dans le Discours préliminaire de l'Encyclopédie et les articles d'astronomie de l'Encyclopédie), ont fortement contribué à cette acceptation.

#### Représentation contemporaine
La représentation contemporaine de l'univers, issue des observations astronomiques et théories cosmologiques des XXe et XXIe siècles, est un espace-temps infini en expansion, dont nous n'avons accès qu'à portion finie : l'univers observable. L'univers dans son ensemble est supposé homogène et isotrope, ce qui signifie entre autres que cet univers observable est représentatif de l'univers infini dans son ensemble. L'univers observable est rempli d'au moins une centaine de milliards de galaxies, chacune typiquement composée de plusieurs centaines de milliards d'étoiles. Le Soleil, autour duquel la Terre et les autres planètes du système solaire orbitent, est une étoile parmi d'autres dans une galaxie parmi d'autres. Il est maintenant universellement accepté qu'une part significative des étoiles possède un cortège planétaire, comme c'est le cas pour le soleil et les planètes qui orbitent autour. Les planètes sont donc présentes en grandes quantités dans l'Univers, laissant supposer que la Terre n'est pas unique, et qu'un nombre incalculable d'autres planètes similaires pourraient exister. Cependant, les techniques d'observations astronomiques actuelles ne sont pas en mesure d'observer des planètes extra-solaires avec suffisamment de précision pour affirmer ou infirmer la présence de vie à leur surface. La question de l'unicité de la vie sur Terre est donc ouverte. Il est à noter que dans la représentation du monde contemporaine, l'univers n'est pas statique, mais dynamique. Les observations d'astres lointains ont permis de sonder le passé de l'univers. Elles révèlent qu'il est de plus en plus dense au fur et à mesure que l'on remonte le temps, jusqu'à un état extrêmement dense. Cet état très dense fut suivi d'une formidable expansion de l'Univers, le Big Bang. Des limitations fondamentales empêchent l'observation de l'Univers avant cette date, faisant qu'elle est souvent associée à l'origine de l'Univers. L'Église catholique contemporaine a accepté sans aucune difficulté la théorie contemporaine du big bang, comme en témoigne la déclaration de Pie XII devant l'Académie pontificale des sciences en 1951 : « Il semble en vérité que la science d'aujourd'hui, remontant d'un trait des millions de siècles, ait réussi à se faire le témoin de ce fiat lux initial. Vers cette époque, le cosmos est sorti de la main du Créateur ».

### Conséquences
Les révolutions scientifiques engendrent en général de nouvelles représentations du monde. Ce fut le cas avec la révolution copernicienne, qui amena la représentation héliocentrique de l'univers. C'est aujourd'hui le cas avec la révolution issue des découvertes scientifiques de la première moitié du XXe siècle, qui décrit l'univers comme un ensemble de galaxies.
Alexandre Koyré expliquait que la révolution copernicienne avait entraîné depuis l'époque de Galilée jusqu'au XXe siècle, le passage d'un monde clos à un univers infini.

## Représentation du monde terrestre
Paul Valéry, dans son ouvrage Regards sur le monde actuel, publié en 1945, estimait que « le temps du monde fini commence ». Par « monde », il n'entendait pas le monde-univers des Anciens, mais notre monde actuel, c'est-à-dire, la Terre et l'ensemble de ses habitants. Il réfléchit sur la transformation radicale et de plus en plus rapide de la société des hommes. Selon lui, « l’homme moderne est l’esclave de la modernité : il n’est point de progrès qui ne tourne pas à sa plus complète servitude. […] Rien ne se fera plus que le monde entier s’en mêle ».
Bertrand de Jouvenel a évoqué la petitesse de la Terre en 1968.
Dominique Bourg, philosophe du développement durable, montre que la prise de conscience récente de la finitude écologique de la Terre a entraîné dans nos représentations un changement radical entre l'universel et le particulier. Elle conduit à remettre en cause le paradigme moderne classique en introduisant une interdépendance entre la biosphère (le planétaire) et les biotopes (le local).
Mario Bunge (1919-2020), dans son dictionnaire philosophique précise qu'il y a au XXIe siècle une douzaine de visions du monde qui comprennent des faussetés et quelques vérités.
L'holisme (le monde comme animal), l'hiérarchisme (échelle), l'atomisme (nuage), le processualisme (rivière sans berge), le mécanisme (horloge), le matérialisme (objet matériel), tychisme ou probabilisme (casino), l'agonisme (bataille), l'idéalisme (seules les idées gouvernent le monde), le sacralisme (temple), le textualisme (Livre) et le systémisme (le système de tous les systèmes). Deux sont, de son point de vue, totalement fausses et donc inutiles : le sacralisme, le textualisme.
Le systémisme, auquel il se déclare appartenir, est un genre de synthèse d'une partie des composantes des huit premières visions du monde. Le systémisme conçoit le monde comme le supra système de tous les systèmes et la connaissance (la gnoséologie) comme un supra système composé de données, d'hypothèses, de théories et de méthodes. Le systémisme s'appuie sur les avancées de la science, la reliance de l'interdisciplinarité. La nature systémique du monde et de la connaissance par emboitements successifs conduit à l'approche systémique (CSEM : Composition, Structure, Environnement, Mécanisme).